# Велика армија
Велика армија (фр. Grande Armée, француски изговор: ), била је армија којом је командовао Наполеон I Бонапарта током својих ратова. Између 1805. и 1809, Велика армија је остварила низ историјских победа које су од Првог француског царства начиниле неприкосновену силу на европском континенту. Сматра се једном од најмоћнијих војних јединица икада састављених. После пораза током француске инвазије на Русију (1812) изузетно је ослабљена и после тога се никада није опоравила у смислу тактичке супериорности над осталим европским армијама.
Преименована је 1805. године када је састављена на француској страни Ла Манша за потребе Наполеонове предложене инвазије на Британију. Касније ју је Наполеон користио на истоку државе да би се одбранио од Аустрије и Русије, које су биле део Треће коалиције формиране против Француске. Након тога, име је коришћено да означи примарну француску армију укључену у ратне походе 1805. и 1807, када је стекла престиж, затим 1809, 1812. и 1813–1814. У пракси, пак, термин "Велика армија" коришћен је да означи све мултинационалне јединице којима је командовао Наполеон у својим походима са почетка деветнаестог века.
Првобитна Велика армија састављена је од шест корпуса под командом Наполеонових маршала и генерала. Када је Наполеон открио да се руске и аустријске војске спремају за инвазију Француске касне 1805. године, Велика армија је брзо послата преко Рајне у јужну Немачку, што је довело до Наполеонових успеха код Улма, Аустерлица и Јене.
Армија је расла, како је Наполеон ширио своју моћ широм Европе. Свој највећи број, милион људи, достигла је на почетку инвазије на Русију, 1812 године, од којих је 680 000 учествовало у ратној кампањи. Свим контингентима, осим пољских трупа и једне аустријске, управљали су француски генерали. Огромна мултинационална армија је полако марширала на исток, а Руси су се повукли. После освајања Смоленска и победе у бици код Бородина, Наполеон и део Велике армије су стигли пред Москву, 14. септембра 1812. године. Међутим, војска је до тог тренутка већ била драстично смањена због последица рата, болести (најпре тифуса), дезертерства и предугих линија комуникације. Војска је провела читав месец у Москви, али је на крају ипак била принуђена да се повуче на запад. Патили су због хладноће, глади и болести, а поред тога су их стално нападали Козаци и самим тим је Армија била скоро потпуно уништена као борбена јединица. Укључујући и оне који су дезертирали раније, укупно је 120 000 људи преживело и напустило Русију (од почетних 680 000), од тога 50.000 Аустријанаца, Пруса и других Немаца, 20.000 Пољака и само 35.000 Француза. По неким проценама, укупно је у походу на Русију умрло или погинуло 380 000 људи.
Наполеон је водио нову армију у Битку народа код Лајпцига 1813, у одбрану Француске 1814. и у бици код Ватерлоа 1815. године, али та армија никада више није достигла своју моћ коју је имала пре јуна 1812. и одласка у Русију.

## Историја

### 1804–1806.
Велика армија је првобитно формирана као L'Armée des côtes de l'Océan (Армија океанских обала) са наменом инвазије на Енглеску из Булоња на мору 1803. године. Након Наполеоновог крунисања за цара Француза 1804. године и формирања Треће коалиције против њега, Велика армија се премешта на источне границе, 1805. године. Крајем августа напуштају позицију у Булоњу и брзим маршом стижу до Улма, где опседају аустријског генерала Карла Мака и његове трупе. Битка код Улма завршила се победом француске војске која је изгубила 2 000 војника, наспрам 60.000 аустријских заробљеника. До новембра те године, Наполеонова војска је освојила Беч. Упркос томе, Аустрија је одбила да капитулира и задржала је своју војску на бојном пољу, иако се њихови савезници, Руси, још увек нису укључили у акције против Француза. Рат се наставио и у народном периоду све до битке код Аустерлица, 2. децембра 1805. године, када је поражена комбинована руско-аустријска војска под вођством руског цара Александра I. Невероватна победа француске војне силе довела је до Пожунског мира, 26. децембра 1805. и распада Светог римског царства следеће, 1806. године.
Алармантан пораст француске моћи у централној Европи је узнемиравао Пруску, која је била неутрална у дотадашњим сукобима. Након много дипломатских полемисања, Пруска је добила обећање руске војне помоћи и обезбедила формирање Четврте коалиције, 1806. године. Велика армија је напредовала ка пруским територијама чувеним батаљонским квадратним системом (bataillon-carré), у коме су трупе марширале у непосредној близини, тако да су могле извести различите формације у односу на ситуацију (авангард, заштитнике или бочне силе). У биткама код Јене и Ауерштата, вођеним 14. октобра 1806, пруска војска је страшно поражена. Након легендарне потере, Французи су успели да заробе око 140.000 Пруса и убију и ране око 25 000. Давуов Трећи корпус, који је однео победу у ове две битке, добио је част да први умаршира у Берлин. Поново, Французи су успели да поразе противника пре него што је помоћ успела да стигне, али ни ова победа није донела коначан мир.

### 1807–1809.
Наполеон је сада усмерио своју пажњу на Пољску, где су се преостале пруске војне јединице повезивале са руским. Тешка зимска кампања није произвела ништа до застоја, погоршаног Битком код Ејлауа од 7. и 8. фебруара 1807, где су и Руси и Французи имали велике губитке уз мало добитака. Кампања се наставила на пролеће и овога пута је руска војска, предвођена Леонтијем Бенигсеном, била страшно поражена у бици код Фридланда, 14. јуна 1807. године. Ова победа Велике армије довела је до мира у Тилзиту, јула исте године, између Француске и Русије којим су елиминисани сви Наполеонови непријатељи на континенту.
Одбијање Португалије да се придржава континенталне блокаде довело је до казнене француске експедиције крајем 1807. године. Ова кампања дала је основу Шпанском рату за независност (1808—1814), који је трајао шест година и значајно умањио ресурсе и радну снагу Првог француског царства. Французи су покушали да окупирају Шпанију 1808, али је низ катастрофа натерао Наполеона да лично интервенише касније те године. Велика армија од 125 000 људи заузела је тврђаву Бургос, очистила пут до Мадрида и у бици код Сомосиере натерала шпанску војску на повлачење. Након тога су ушли у сукоб са Муровим британским трупама и натерали их на потпуно повлачење са Иберијског полуострва након херојске акције у бици код Коруне, 16. јануара 1809. Иако је кампања била успешна, проћи ће још времена пре него што Французи потпуно окупирају јужну Шпанију.
У међувремену, оснажена Аустрија се спремала за напад. Јастребови (заговорници рата) на двору цара Франца II, наговорили су га да искористи предност француске заузетости у Шпанији и да нападну без објаве рата - што се и десило у априлу 1809, на потпуно изненађење Француза. Ипак, били су преспори у експлоатацији своје предности и Наполеонов долазак из Париза је стабилизовао ситуацију. Аустријанци су поражени у бици код Екмула, почели да беже преко Дунава и изгубили тврђаву Регензбург. Упркос томе, остали су кохезивна, борбена сила, што је значило потребу за даљом кампањом да би се решио сукоб. Французи су заузели Беч и намерили се да пређу Дунав код острва Лобау, југоисточно од града, али су изгубили битку код Ашперн-Еслинга, што је уједно и први пораз Велике армије. Други покушај да се пређе река, у јулу, показао се успешнији и поставио темеље за дводневну битку код Ваграма из које су Французи изашли као победници. Аустријанци су претрпели губитке од 40.000 жртава, док су Французи изгубили 37 000 људи. Овај пораз је деморалисао Аустријанце толико да су пристали на примирје, недуго потом. То примирје је даље довело до мира у Шенбруну из октобра 1809. године. Велика армија је тако привела крају Пету коалицију, а у исто време, захваљујући мировном споразуму, од Аустријског царства добила је три милиона нових житеља.

### 1810–1812.
Са изузетком Шпаније, уследило је трогодишње примирје. Дипломатске тензије са Русијом, ипак, постале су тако оштре да су довеле до рата 1812. године. Наполеон је за ту прилику окупио највећу војску којом је икада управљао. 25. јуна 1812, пре инвазије на Русију, обједињене трупе са укупном снагом од 685 000 људи биле су састављене од:
- 550.000 Француза
- 95.000 Пољака
- 35.000 Аустријанаца
- 30 000 Италијана[8]
- 24.000 Бавараца
- 20.000 Саксонаца
- 20.000 Пруса
- 17.000 Вестфалијанаца
- 15.000 Швеђана
- 10.000 Данаца и Норвежана[9][10]
- 4 000 Португалаца
- 3 500 Хрвата
- 2 000 Ираца

Нова Велика армија била је нешто другачија него раније; више од половине снага било је попуњено нефранцуским живљем које је долазило из држава у савезу са Француском. Снажна сила је прешла Њемен 23. јуна 1812. Наполеон се надао да ће брзим маршом успети да позиционира своје људе између две главне руске армије којима су командовали Берклај де Толи и Пјотр Багратион. Ипак, кампању карактеришу многе фрустрације за француску војску јер су Руси чак три пута да избегну Наполеонова клешта. Последња линија одбране Москве довела је до велике битке код Бородина, 7. септембра 1812. Ту је Армија добила крваву, али неодлучујућу и Пирову победу. Седам дана касније, Велика армија је ушла у Москву, међутим, град је био испражњен и у пламену. Војници су били приморани да се боре са ватром, а у исто време да лове паликуће и бране градске области. Наполеон је са својом армијом провео месец дана у Москви, узалуд се надајући да ће цар да одговори на француску мировну понуду. Након што су ови напори пропали, Французи су почели повлачење 19. октобра, у много горем стању од оног у ком су дошли у Русију. Мит о Руској зими која је десетковала Наполеонову војску, само је делимично тачан, с обзиром на чињеницу да је више од пола француске војске изгубљено током лета. Французе су у Русији упорно замарале руске трупе које су навирале са свих страна, па је Неј чак извео познато раздвајање задњих линија између својих трупа и Руса. До тренутка кад су стигли до Березине, Наполеон је имао око 49.000 трупа и 40.000 заосталих војника који нису били од војне помоћи. Резултат битке код Березина и монументални рад инжењера под надлежношћу Жан Батиста Ебле су спасили остатке Велике армије. Наполеон је оставио своје људе да би се докопао Париза и позабавио новим војним и политичким питањима. Од 690 000 људи који су чинили иницијалну инвазиону силу, преживело је само 93 000.

### 1813–1815.
Катастрофа у Русији је охрабрила анти-француске осећа широм Немачке и Аустрије. Немачка је постала центар нових анти-француских кампања Шесте коалиције. Уобичајено генијалан, Наполеон је подигао нову армију и отворио сопствену кампању низом победа у биткама код Лицена и Бауцена, али, због лошег стања у ком се налазила француска коњица после Русије, заједно са лошим проценама неких подређених маршала Наполеонове војске, ти тријумфи нису били довољно одлучујући да коначно заврше рат, већ су само осигурали примирје. Наполеон је желео да искористи овај прекид у ратовању да повећа квантитет и квалитет своје војске, али се онда Аустрија прикључила коалицији и Наполеонов стратешки план је пропао. Рат се наставио у августу значајном француском победом у дводневној бици код Дрездена. Коалиција је прихватила Трахенбершки план који је захтевао избегавање директних сукоба са Наполеоном и фокусирање на подређене, плаћене дивиденде док су Французи губили код Кацбаха, Кулма, Гросберена и Деневица. Растући број савезника коначно је оборио Французе у Лајпцигу у тродневној Бици народа у којој је Наполеон претрпео тешке губитке када је мост прерано уништен, што је оставило 30.000 француских војника са супротне стране реке Елстер. Ипак, ова кампања се завршила победоносно за Французе када су успели да униште изоловани Баварски одред који је покушавао да блокира њихово повлачење у Ханау.
Наполеон је Сенату крајем 1813. рекао: Велико царство више не постоји. Сада морамо бранити саму Француску. Цар је успео да окупи нову војску, али је стратешки био у готово немогућем положају. Савезничке војске су надирале са Пиринеја, преко северне Италије и дуж источних граница Француске. Кампања је кренула злослутно, када је Наполеон поражен код Ла Ротиере, али му се самопоуздање убрзо вратило. У Шестодневној војној, у фебруару 1814, француска војска од 30.000 војника нанела је 20.000 жртава расутом одреду Гебхарда Леберехта фон Блихера, а изгубила само 2 000 својих људи. Затим су наставили јужно и победили Шварценберга у бици код Монтроа. Те победе, ипак, нису могле много да побољшају ситуацију у којој су се Французи налазили, а порази у биткама код Лана и Арси-сур-Обе су рушили ентузијазам. У марту, Париз је пао у руке Шесте коалиције. Наполеон је желео да настави борбу, али су његови маршали то одбили, што је натерало цара да абдицира, 6. априла 1814.
Након повратка са Елбе у фебруару 1815, Наполеон се занимао обновом свог царства. Први пут од 1812, Армија Севера којом је заповедао за будућу кампању, била је професионална и компетентна. Наполеон се надао да ће ухватити и поразити савезничку војску Велингтона и Блихера у Белгији пре него што дођу Аустријанци и Руси. Кампања је почела 15. јуна 1815. године и испрва је била успешна, довела је до победе над Пруском код Линија, 16. јуна, али, због лоше команде и других проблема, француска војска се сусретала са константним недаћама током војне. Груши је одложио напад на Прусе, што је омогућило Блихеру да сакупи своје људе после пораза код Линија и пође Велингтону у испомоћ код Ватерлоа, што је довело до коначног, потпуног пораза Наполеона и његове вољене армије.

## Организација штабова
Пре краја осамнаестог века, није постојала организациона подршка за функције као што су војна обавештајна служба, логистика, планирање или персонал. Команданти јединица су се бавили тим функцијама за своју јединицу уз неформалну помоћ подређених, који обично нису били томе учени или им нису били додељивани конкретни задаци.
Прва модерна употреба генералног штаба била је за време Француских револуционарних ратова, када је генералу Лују Александру Бертјеу (касније првом маршалу царства) био додељен положај начелника штаба француске војске у Италији 1795. Бертје је био у могућности да постави добро организовани тим за подршку штабу. Наполеон Бонапарта је преузео војну команду следеће године и убрзо му се допао Бертјеов систем, те га је инкорпорирао у своју главну команду, премда је Наполеон користио овај систем ограничено само за своју командну групу.
Штаб Велике армије је био познат и као Царска главна команда и подељен у два велика сектора: Наполеонов војни дом и Војни генералштаб. Трећи департман зависио је од Генерала интенданта (Intendant Général), који је задужен за обезбеђивање административног особља војске.

### Наполеонов војни дом
Царев војни дом (Maison Militaire de l'Empereur) је био Наполеонов лични војни персонал који је укључивао и ађутанте (aides-de-camp - ADC), официре (до 1809), царев кабинет и секретаријат, департман за прикупљање информација о противницима уз помоћ шпијуна и топографа. Заједно са овим, ишао је и царев цивилни кабинет који је укључивао функцију Великог маршала палате и Великог штитоношу - Grand Écuyer (magister equitum у Старом Риму).
Ађутанти су били цару одани, искусни генерали или, понекад, старији официри које је знао из похода на Италију и Египат. Сви су били познати по храбрости и били су експерти у својој грани службе. Радили су под директном царевом командом, а понекад су им додељиване привремене команде над јединицама или формацијама или су им повераване дипломатске мисије. Већину времена, међутим, задаци су им обухватали детаљне инспекцијске обиласке и извиђања на велике удаљености. Преносили су наређења од цара командантима војске скоро искључиво усменим путем, радије него писмено. Постављање за царевог ађутанта била је толико утицајна позиција да су они сматрани Наполеоновим очима и ушима, те су и сами маршали често пратили њихове савете и поштовали их због њихових високих позиција.
Дана 29. априла 1809, уредбом је уређена њихова служба. Сваког јутра у 7, долазило је до смене дежурног ађутанта и његових људи и следећи дежурни је требало да преда цару списак имена људи у његовој служби за наредна 24 часа. Он би се састојао од два додатна ађутанта у току дана и једног ноћног, једног краљевског коњушара и (преко ротационог система) пола од броја официра, помоћних ађутаната (два или три лична генералова ађутанта, који такође могу бити под директном царевом командом) и пажева. Њихов број се мењао временом, али је само 37 официра постављено за царевог ађутанта, а у нормалним временима је њихов број смањиван на 12. Сваки од њих је носио нормалну генералску униформу свог ранга, али са златним акселбендерима (aiguilettes) које представљају његову функцију ађутанта. Постављање за царевог ађутанта није увек трајало колико и царева владавина; ађутант је могао добити и другу функцију, као што је теренска команда или гувернерство, и тиме би био скинут са позиције ађутанта док му се та функција опет не додели.
Редари (officiers d'ordonnance) се могу сматрати млађим ађутантима са рангом вође ескадриле, капетана или поручника. И они су испуњавали посебне мисије извиђања и инспекција, али су преносили и писмена наређења. 1806. године, кад су ове позиције осмишљене, биле су део Цареве гарде; 1809, дошли су под контролу Великог штитоноше у Царевом цивилном дому, премда су задржали своје војне статусе. Уредбе којима се уређује њихова служба издате су 15, 19. и 24. септембра 1806. и, последња, 19. септембра 1809.

### Војни генералштаб
Заједно са Војним домом, али независан у раду био је Војни генералштаб или Grand État-Major Général. Од најранијих сарадњи Наполеона и Бертјеа, организација Војног генералштаба се мање-више није мењала и доживела је само мање промене у каснијим кампањама царства.
Војни генералштаб је обухватао кабинет начелника генералштаба (Major-Général) са четири департмана: Покрети, Секретаријат, Рачуноводство и Обавештајна служба (редови борбе). Начелник је такође имао и лични Војни штаб који је укључивао службенике генерала и стожера. Коначно, ту су и три помоћника начелника.
Луј Александар Бертје био је Наполеонов начелник генералштаба од 1796. до 1814, а након његове смрти, ту позицију је попунио Жан де Диу Сул, током Ратова седме коалиције. Улога начелника генералштаба Велике армије постала је готово синоним са именом маршала Бертјеа који је био на тој позицији током готово свих Наполеонових ратовања. Војни генералштаб био је искључиво Бертјеов домен и цар је поштовао ово разграничење. Начелников персонал је примао наређења искључиво од Бертјеа и чак се ни Наполеон није мешао у њихове огромне задатке; никада није упадао Бертјеовом персоналу када је писао или преписивао добијена наређења. Како је цар сам себи био официр за операције, може се рећи да се Бертјеов посао састојао од упијања Наполеонових стратешких намера, превођења истих у писана наређења и преношења најбрже и најјасније могуће. Такође, примао је у царево име извештаје маршала и командних генерала и потписивао их у Наполеоново име по потреби. Детаљни извештаји о свему што се дешавало, било добро или лоше, слати су Бертјеу који је правио селекцију најважнијих и слао их цару; ништа није смело бити сакривано од Наполеона.

Да се не би сматрало да је ово био сигуран канцеларијски посао данашњих официра, Бросир, подређени официр, Бертјеов савременик, шаље овакав извештај о бици код Маренга:
Главни генерал, Бертје, издавао је наређења са прецизношћу савршеног ратника, а код Маренга је оправдао репутацију коју је тако заслужено стекао у Италији и Египту под Бонапартиним наређењима. Њега је лично погодио метак у руку. Двојица његових ађутаната, Дутаљи и Ла Борде, убили су своје коње.

## Организација трупа
Један од најбитнијих фактора у успесима Велике армије био је надмоћна и веома флексибилна организација. Била је подељена у неколико корпуса (обично између пет и седам), од којих је сваки имао између десет и педесет хиљада војника (у просеку између двадесет и тридесет хиљада). Ови армијски корпуси (Corps d'Armée) били су самосталне, мање армије комбинованог оружја, садржаних од елемената из свих снага и система подршке. Иако су били способни да спроводе потпуно независне операције и да се у потпуности одбране до доласка појачања, ови корпуси су углавном радили у блиском окружењу и били удаљени један од другог дан марша. Корпуси би се обично кретали различитим рутама на широком фронту и били су довољно мали да су могли живети од трагања за храном, што им је омогућавало да са собом носе мање количине залиха. Кроз распршивање и коришћење принудних маршева, Велика армија је често била у прилици да изненади противничку војску брзином маневрисања. Једним корпусом, зависно од његове величине и важности његове мисије, управљао је маршал или мајор (général de division).
Наполеон је имао велико поверење у команданте корпуса и обично им је дозвољавао широку слободу у акцијама, под условом да не искачу из линија његових стратешких оквира и да раде заједно да их остваре. Када нису успевали да испуне његова очекивања, није се либио да их прекори или чак скине са функције, а неретко и да сам преузме команду над корпусом. Корпуси су прво формирани 1800. године, када је генерал Муро поделио Рајнску армију у четири корпуса. Ово су била само привремена груписања, међутим, а тек је 1804. Наполеон од њих начинио сталне јединице. Понекад је и од коњице формирао засебне корпусе да би могли лакше и брже да се крећу и групишу, а да их не успорава пешадијска или топовска артиљерија.
Главне тактичке јединице корпуса биле су дивизије које су се обично састојале од четири до десет хиљада пешака и од две до четири хиљаде коњаника. Оне су, даље, биле подељене у две или три бригаде од по два пука која потпомажу артиљеријске бригаде од три или четири батерије од којих свака има шест топова и две хаубице, што укупно чини 24 до 32 топа. Дивизије су такође биле сталне административне и операционе јединице, способне за самосталну акцију, којима заповеда генерал дивизије (général de division).

## Оружане снаге Велике армије

### Царска гарда
Француска Царска гарда (Garde Impériale) била је елитна војна сила свога времена, произашла из Управне и конзуларне гарде (Garde du Directoire и Garde Consulaire). Била је, дословно, Велика армија у малом, са пешадијом, коњицом и артиљеријом. Наполеон је желео да она буде пример који ће пратити цела армија и сила која ће, с обзиром на то да се са њим борила у више кампања, бити потпуно одана. Премда је пешадија ретко била у маси, коњица Царске гарде је често бивала убачена у битку да зада убитачни ударац, а њена артиљерија коришћена да би ударила непријатеља пре самог напада.
| Година | Број војника                     |
| ------ | -------------------------------- |
| 1800   | 3,000                            |
| 1804   | 8,000                            |
| 1805   | 12,000                           |
| 1810   | 56,000                           |
| 1812   | 112,000                          |
| 1813   | 85,000 (већином младих гардиста) |
| 1815   | 28,000                           |

#### Пешадија Царске гарде
Постојала су три одсека:
- Стара гарда (Vieille Garde): Садржала се од ветерана који су служили у три до пет кампања у Наполеоновој војсци; била је најелитнији гардни пук Велике армије.
  - Grenadiers à Pied de la Garde Impériale (Гренадири):[13][14] Најстарији пук у Великој армији. Током војне на Пољску, 1807, Гренадирима је Наполеон наденуо надимак гунђала (les grognards). Били су најискуснији и најхрабрији пешадинци Гарде, од којих су неки били ветерани који су учествовали у преко двадесет војни. Да би неко постао део овог реда, било је потребно да буде у Наполеоновој војсци најмање десет година, да је добио одликовање за храброст, да буде писмен и виши од 178 cm. Трупе Старе гарде биле су обично резервисане за круцијалне моменте на бојишту и пуштани да делују као удар чекића по већ уздрманом непријатељу, први пук Гренадира био је у јакој акцији у бици код Ејлауа. До 1815, Стара гарда гренадира бројала је четири пука од којих су последња два додата 1810. и 1815. Други, трећи и четврти пук су учествовали у бици код Линија. Два дана након битке, ови су пукови поражени од Британаца када су надирали у покушају да ослабе британске линије одбране код Ватерлоа. Два батаљона првог пука су формирала квадрат и одбијала савезничке нападе да би омогућила опште повлачење. Носили су тамноплаве плаштове са црвеном поставом, нараменицама и белим реверима. Најупечатљивија одлика овог дела гарде била је висока, чупава капа, украшена угравираном, златном плочицом, црвеним пером и белим ужетом.
  - Chasseurs à Pied de la Garde Impériale (Ловци):[15] Други најстарији пук у Великој армији. Први пук ловаца био је сестринска формација са првим пуком гренадира, имали су исти критеријум за примање у службу, осим разлике у висини, где су ловци примали мушкарце високе 172 cm или више. Били су у акцији у неколико круцијалних битака. Након Наполеоновог повратка, 1815, такође су проширени на четири пука, где су други, трећи и четврти примили регруте са четворогодишњим искуством. Ови пукови су, такође, учествовали у нападу Гарде током финалних момената битке код Ватерлоа. Други батаљон првог пука се придружио главном нападу Средње гарде, али су одбијен, док је други бранио Царев војни дом. Носили су тамноплаве плаштове са црвеном поставом, црвене нараменице са зеленим ресама и белим реверима. У кампањама, носили су и тамноплаве панталоне. Као и гренадири, најупечатљивија одлика била је висока, чупава капа, украшена црвеним и зеленим перјем и белим ужетом.
- Средња гарда (Moyenne Garde): Састојала се од ветерана који су учествовали у минимум три похода.
  - Fusiliers-Chasseurs (Стрелци-ловци): Формирани су 1806. као пук у пешадији средње гарде. Сви чланови Средње гарде били су ветерани из два до три похода и били су подофицири у линијама пукова. Вероватно најбољи пешадинци целе Гарде, најчешће су оперисали са сестринском формацијом стрелаца-гренадира, као део Стрелачке бригаде. Виђали су опсежне акције, потврђујући своју вредност изнова и изнова, све док нису били расформирани после Наполеонове абдикације 1814. Нису поново били формирани за битку код Ватерлоа 1815. Носили су тамноплаве плаштове, зелене нараменице са црвеним ресама, црвене поставе и беле ревере. Испод овога су носили бели опасач и плаве или браон панталоне. Висока, цилиндрична капа коју су носили била је украшена белим ужетом и високим црвеним и зеленим перјем. Били су наоружани Шарлевил мускетом модела 1777, бајонетом и кратком сабљом.
  - Fusiliers-Grenadiers (Стрелци-гренадири):[16] Формирани су 1807. као пук у пешадији средње гарде. Били су организовани исто као стрелци-ловци, али су били мало већа формација. Стрелци-гренадири су најчешће оперисали са сестринском формацијом стрелаца-ловаца, као део Стрелачке бригаде. Такође су били расформирани 1814. године и нису поново формирани 1815. Носили су тамноплаве плаштове, црвене нараменице, црвене поставе и беле ревере. Испод овога су носили бели опасач и беле панталоне. Висока, цилиндрична капа коју су носили била је украшена белим ужетом и високим црвеним перјем. Били су наоружани Шарлевил мускетом модела 1777, бајонетом и кратком сабљом.
  - Marins de la Garde (Маринци гарде): Понекад превођени и као Морнари гарде, формирани су 1803. са циљем да буду људство на броду који је требало да превезе цара преко Ла Манша током планиране инвазије на Енглеску. Батаљон је формиран са пет посада (équipages), друштава у свему, осим имену. После отказивања инвазије, Маринци су остали део Гарде, попуњавајући људством било који брод, барку и сл. којим би Наполеон путовао, а служили су и као борбена јединица. Носили су морнарско плаве доломан јакне везене златним нитима, са морнарско плавим панталонама у угарском стилу, такође везеним златним нитима. Висока, цилиндрична капа била је обрубљена златом, са црвеним, високим перјем. Наоружани су као пешадинци, са Шарлевил мускетом модела 1777 и бајонетом, а многи су имали и пиштоље, мање незграпним за њихове инжењерске задатке.
- Млада гарда (Jeune Garde):[17] Првенствено формирана од ветерана са најмање једном кампањом иза њих, заједно са сјајним младим официрима и најбољима из редова годишњих регрута. Касније су редови попуњавани скоро у потпуности од регрута и волонтера.
  - Tirailleurs-Grenadiers (Стрелци-гренадири): Наполеон је 1808. наредио да се најинтелигентнији и најјачи регрути формирају у први пук Младе гарде. Виши регрути су постали Стрелци-гренадири Младе гарде (преименовани у Стрелце 1810). Сви официри Стрелаца-гренадира су повучени из Старе гарде и могли су носити високу, чупаву капу. Подофицири су повучени из Средње гарде. Ово пребацивање очврслих ветерана помогло је да се повећа морал и борилачке способности Стрелаца-гренадира Младе гарде и сестринске формације Стрелаца-ловаца Младе гарде. Гренадири су носили тамноплаве плаштове, црвене нараменице, тамноплаве поставе и белим обложене ревере. Висока, цилиндрична капа имала је црвену ужад и дуго, црвено перје.
  - Tirailleurs-Chasseurs (Стрелци-ловци): Нижи регрути Младе гарде постали су Стрелци-ловци Младе гарде (преименовани у Волтижере 1810). Формација је била иста као код стрелаца-гренадира, са официрима из Старе и подофицирима из Средње гарде. Носили су тамноплаве плаштове са црвеним поставама и тамноплавим реверима обложеним белим. Висока, цилиндрична капа имала је зелено или зелено и црвено перо.

- Гренадир 1812.
- Стара гарда 1813.
- Стрелац Младе гарде 1811.
- Средња гарда, 1806-1814.

#### Коњица Царске гарде
Године 1804, Коњица Царске гарде састојала се од два пука, Ловаца на коњима и Гренадира на коњима (Chasseurs à Cheval и Grenadiers à Cheval), заједно са малом јединицом елитних Жандарма и ескадроном Мамелука. Трећи пук је додат 1806, Пук Змајева Империјалне гарде (Regiment de Dragons de la Garde Impériale), касније познатих као Царичиних змајева (Dragons de l'Imperatice). После похода на Пољску 1807, додат је одред пољских копљаника (Regiment de Chevau-Légers de la Garde Impériale Polonais). Коначни додатак је направљен 1810. када је додат још један пук копљаника од француских и холандских регрута (2e Regiment de Chevau-Légers Lanciers de la Garde Impériale), познат и као Црвени копљаници. Коњица Царске гарде је била укључена у бројним биткама и, са неколико изузетака, показала се сјајна у акцији.
- Grenadiers à Cheval de la Garde Impériale (Гренадири на коњима): Познати као Богови или Џинови, ове трупе су биле елитне у Наполеоновој коњици и коњанички пандани Гунђалима. Носили су високе, чупаве капе, тамноплаве капуте и крагне, беле ревере и високе чизме. Цела формација је била опремљена великим црним коњима. Регрути су морали бити виши од 176 cm, да су испунили десет година у служби и минимум четири војне и да су одликовани за храброст. Гренадири на коњима су се показали сјајни у борби код Аустерлица, где су победили Руску коњичку гарду, али је њихова најпознатнија битка била код Ејлауа. Након што су издржали паљбу шездесет руских топова истовремено, потражили су заклон. Њихов командант, пуковник Луј Лепик, наредио је трупама: Главе горе, господо, то су само меци, не измет![18] Убрзо потом су се придружили Мировом нападу на руске линије. Заједно са пољским копљаницима, били су једина коњаничка гарда која никада није поражена у борби.Le Chasseur de la Garde, Теодор Жерико, 1812.
- Chasseurs à cheval de la Garde Impériale (Ловци на коњима): Познати као Омиљена деца (алузија на Размажена деришта), били су лака коњица гарде, Наполеонова омиљена и једна од најпрепознатљивијих јединица Велике армије. 1796, током похода на Италију, Наполеон је наредио формирање јединице телесне страже након што је једва избегао напад аустријске лаке коњице код Боргета у току ручка.[19] Ова елитна јединица састојала се од 200 коњаника који су били претеча Ловаца на коњима. Њихова тесна повезаност са царом јасно је дата до знања и тиме што је Наполеон често носио униформу пуковника њиховог пука. У њиховој китњастој зеленој, црвеној и златној униформи у хусарском стилу, били су познати по томе што су често искоришћавали своју позицију царевих миљеника, показујући лошу дисциплину, па чак и непокорност у одређеним ситуацијама. Први пут су били укључени у битку у бици код Аустерлица, где су имали улогу у победи над руском коњицом. Током Рата за шпанско наслеђе, били су заскочени и побеђенби од стране британске коњице код Бенавенте 1808. Вратили су своју репутацију показивањем изузетне храбрости током битке код Ватерлоа.
- Gendarmerie d'Elite (Елитна жандармерија): Имали су надимак Бесмртни јер су ретко улазили у битке, али су ипак имали виталну улогу. Жандарми су били војна полиција Велике армије. Осим одржавања сигурности и мира близу генералштаба, били су и почасна гарда високо рангираних гостију, испитивали су заробљенике и штитили су царев лични пртљаг. Жандарми су носили тамноплаве капуте са црвеним реверима и високим чизмама, а имали су и нешто нижу чупаву капу него што је била она у Гренадира на коњима. Након 1807, жандарми су почели да виђају више битака, разликујући се у чувању моста на Дунаву код Асперн-Еслинга 1809.
- Escadron de Mamelouks (Ескадрон Мамелука): Страшни пустињски ратници чију је верност Бонапарта купио током похода на Египат. Сједињавали су изузетно коњарство и мачевање са фанатичном храброшћу. Обично су романтичарски називани аутентичним синовима пустиње или ловцима на главе. Њихови официри су били Французи, а подофицири и нижи чинови не само Египћани и Турци, већ и Грци, Сиријци и Кипрани, а чак су и неки од њих били Французи. У почетку су били полу-ескадрон, повезан са ловцима на коњима. Издвојили су се у бици код Аустерлица, 1805, победивши сопствени стандард и добивши унапређење у пун ескадрон. Ова јединица је временом постала део Старе гарде и служила је цару све до битке код Ватерлоа. Још једна Мамелучка дружина је додељена Младој гарди 1813. Као и њихови претходници, додати су ловцима и уз њих су служили све до Рата седме коалиције 1815. До тог тренутка је персонал постао скоро потпуно француски. Њихове јединствене и шарене униформе састојале су се од зелених (касније црвених) чаука (капа), белих турбана, широких кошуља, прслука и црвених шалвара са жутим, црвеним или зеленим чизмама. Од оружја су имали дугачки, савијени симитар, пиштоље и бодеж. Капе и оружје су на себи имали полумесец и звезду, инсигније од месинга.
- Chevau-Légers-Lanciers de la Garde Impériale (Копљаници на коњима):[20]Црвени копљаник
  - Први пук лаке коњице (Пољски): Наполеон је 1807. одобрио подизање гардијског пука пољске лаке коњице. Требало је да добију француске инструкторе и тренинг, али пре њиховог првог показивања пред царем, редови су им се толико измешали да је Бонапарта нашалио како Пољаци само знају како да се свађају и распустио је све инструкторе на лицу места. Међутим, задржао је све Пољаке уз себе и следеће године, код Сомосиере, имали су још једну прилику да се докажу, овај пут на бојишту, уместо у паради. Наполеон им је наредио да јуришају на добро утврђене шпанске артиљеријске положаје. Наоружани само сабљама и пиштољима, прегазили су четири батерије, заробили преко двадесет топова и одлучно окренули ствар у своју корист. После овога, Наполеон је, скоро легендарно, узвикнуо: Пољаци, ви сте вредни моје Старе гарде и проглашавам вас својом најхрабријом коњицом! Тако унапређени у Стару гарду, добили су копља и остали крај цара до Ватерлоа - никада поражени од противничке коњице. Развили су непријатељство са Првим уланом са Висле које није било засновано само на такмичењу око тога која је јединица боља, већ и на дубоким политичким размимоилажењима - копљаници су били фанатични бонапартисти, док је већина, ако не и сви из улана били републиканци. Такве разлике, поитичке и друге, између јединица, нису биле неуобичајене. Од тога да их Французи уче вештинама, дошли су до тога да буду пример и учитељи Французима и другим копљаничким одредима Велике армије.
  - Други пук лаке коњице (Француско-холандски): Формиран је 1810. од француског и холандског кадра. Прозвани су Црвеним копљаницима (Les Lanciers Rouges) због својих униформи. И они су, такође, пропатили у Русији од стране Козака и зиме, а већина људства и скоро сви коњи су страдали. Овај пук је обновљен 1813. и постао је моћна јединица са прва четири ескадрона ветерана у Старој гарди и нових регрута од шест млађих ескадрона у Младој гарди. Издвојили су се у бројним ангажманима укључујући и Ватерло.
  - Трећи пук лаке коњице (Пољски): Формиран је 1812. као део Младе гарде. Његови официри и подофицири били су ветерани, али редови су попуњивани ентузијастима и неискусним студентима и синовима пољских и литванских земљопоседника. Са јако мало тренинга, били су бачени у инвазију на Русију где су били окружени и цео пук избрисан код Слонима, а касније те године и од Козака и хусара.
  - Dragons de l'Impératice (Царичини змајеви): Формирани 1806. као Пук Змајева Империјалне гарде (Regiment de Dragons de la Garde Impériale), преименовани су у част царице Жозефине следеће године. У почетку су кандидати морали имати бар шест (касније десет) година у служби, да су учествовали у минимум две војне са одликовањима за храброст, да су писмени и високи бар 173 cm (мало нижи од гарде Гренадира на коњима). Не више од дванаест кандидата из сваког од тридесет регуларних пукова Змајева су имали право да се пријаве за позив (ова квота је касније смањена на десет). Волонтери из других гардијских пукова су такође имали право на премештај. С обзиром на то да је ово био церемонијални пук у исто време као и борбена јединица и да су ретко учествовали у биткама, положај међу Царичиним змајевима био је веома тражен и пожељан. Као што је случај и са Црвеним копљаницима, и Царичини змајеви су имали ескадрон и у Старој и у Младој гарди и служили су цару до краја.
  - Eclaireurs de la Garde Impériale (Извиђачи Царске гарде): Једина прилика у коју су Извиђачи имали да се докажу била је током Француске кампање 1814. и разрешени су када се Луј XVIII вратио на престо. Током страшног повлачења из Москве, Наполеон је био инпресиониран вештинама многих пукова Козака. Користио их је као модел по ком је формирао нову коњичку бригаду, Извиђаче, који су оформљени током реорганизације Царске гарде у децембру 1813. године. Створена су три пука од по хиљаду људи, а њихови ескадрони прикључени постојећим пуковима:
    - Први пук: извиђачи-гренадири под командом пуковника-мајора Клода Тесто-Ферија (рањеног и произведеног у Барона царства од стране Наполеона лично на бојишту код Краоне, 7. марта 1814)
    - Други пук: извиђачи-змајеви под командом пуковника Хофмајером
    - Трећи пук: извиђачи-копљаници под командом Жана Козиетулског

### Пешадија
Иако пешадија можда није била најгламурознија од јединица Велике армије, она је носила највећи терет борбе и од њиховог учинка је зависила победа. Била је подељена у два велика типа, линијску и лаку пешадију (Infanterie de Ligne и Infanterie Légère).

#### Линијска пешадија
Линијска пешадија је чинила вићину Велике армије. Наполеон је 1803. поново успоставио појам пука, а револуционарни термин деми-бригада (јер су биле два по бригади и није алудирало на ројалисте) коришћен је само за провинцијске трупе и депо јединице. У време формирања Велике армије, Француска армија је имала 133 линијска пука, што је било једнако броју департмана Француске. До краја постојања се тај број подигао на 156 линијска пука.
Линијски пукови су били различитих величина током Наполеонових ратова, али је основа линијске пешадије био батаљон. Батаљон линијске пешадије у пуној снази је имао око 840 војника, али је ретко која јединица достизала тај број. Уобичајена јачина батаљона била између 400 и 600 војника. Од 1800. до 1803, батаљон линијске пешадије је имао осам стрелачких одреда и један гренадирски; између 1804. и 1807, седам стрелачких, један гренадирски и један волтижерски одред; а од 1808. до 1805. четири стрелачка, један гренадирски и један волтижерски одред. Према пропису из 1808, сваки одред и штаб је био овакав:
| Ранг/позиција    | Ранг/позиција    | Број |
| Српски           | Француски        | Број |
| ---------------- | ---------------- | ---- |
| капетан          | capitaine        | 1    |
| поручник         | lieutenant       | 1    |
| потпоручник      | sous-lieutenant  | 1    |
| заставник        | sergent-major    | 1    |
| водник           | sergent          | 4    |
| каплар-интендант | caporal-fourrier | 1    |
| десетар          | caporal          | 8    |
| војник           | soldat           | 121  |
| добошар          | tambour          | 2    |
| Укупно           | Укупно           | 140  |

| Ранг/позиција                 | Ранг/позиција             | Број |
| Српски                        | Француски                 | Број |
| ----------------------------- | ------------------------- | ---- |
| пуковник                      | colonel                   | 1    |
| мајор                         | major                     | 1    |
| заповедник батаљона           | chef de bataillon         | 4    |
| мајор-ађутант                 | adjudant-major            | 5    |
| благајник                     | quartier-maître trésorier | 1    |
| плаћени службеник             | officier payeur           | 1    |
| носач Француског царског орла | porte-aigle               | 3    |
| хирург                        | chirurgien-major          | 1    |
| хирургов асистент             | aide chirurgien           | 4    |
| под-асистент                  | sous aide                 | 5    |
| подофицир-ађутант             | adjudant sous-officier    | 10   |
| главни бубњар                 | mambour major             | 1    |
| помоћни бубњар                | caporal tambour           | 1    |
| музичар                       | musicien                  | 8    |
| радници                       | maîtres ouvrier           | 4    |
| Укупно                        | Укупно                    | 50   |

Укупно, требало је да у пуку буде 3 970 људи (840 у сваком од четири главна батаљона и 560 у помоћном), заједно са 108 официра и 3 862 других официра нижег ранга и војника.

#### Гренадири линијске пешадије
Гренадири су били елита линијске пешадије и ветеранске ударне трупе Наполеонове пешадије. Новооформљени батаљони нису имали одред гренадира. Наполеон је наредио да, након две војне, неколико најјачих, најхрабријих и највиших стрелаца буду унапређени у гренадире, тако да је сваки батаљон који је видео више од две војне имао и један одред гренадира.
Правила су налагала да регрути морају бити највиши, застрашујући војници пука и да сви морају имати бркове. Уз то, носили су шубаре (bonnet à poil), као и нараменице на капутима. После 1807, правила су одређивала да шубаре замене чаком (високом, цилиндричном капом) оивиченом црвеним и са црвеним перјем, међутим, многи су ипак задржали шубаре. Уз уобичајени Шарлевил модел 1777 и бајонет, носили су и кратку сабљу која је требало да буде коришћена у борби прса у прса, али је најчешће служила за сечење дрвета за логорске ватре.
Одред гренадира је обично стајао на десној страни формације, најпочаснијем месту још од времена хоплитског ратовања када је десни бок имао мању заштиту од линије штита своје формације. Током војне, одреди гренадира су били повезани у гренадирски батаљон, пук или бригаду. Ове формације су онда коришћене као ударне трупе или претходнице веће формације.

#### Волтижери линијске пешадије
Волтижери (у буквалном преводу скакачи) били су елитна јединица лаке пешадије линијских пукова. Наполеон је 1805. наредио да се најситнији и најокретнији мушкарци линијског батаљона изаберу у волтижерски одред. Ове трупе су биле одмах испод гренадира у батаљонској хијерархији. Име им долази од њихове првобитне мисије, а то је да скачу на коње пријатељске коњице да би се брже кретали, али је та идеја била непрактична, некад чак и немогућа. Упркос доме, волтижери су испуњавали драгоцене задатке чаркања и извиђања за сваки батаљон, као и обезбеђивања редовне компоненте лаке пешадије сваког пука. На волтижерском тренингу, највише је рађено на вештини доброг гађања и брзим покретима.
Волтижери су имали велика, жуто-зелена или жуто-црвена пера на својим шеширима. После 1807, капе су им биле жуто оивичене, са сличним перјем. Носили су и жуте нараменице са зеленом поставом и жуте крагне на капутима.
У првобитној замисли, требало је да буду наоружани кратким драгунским мускетама, али су у пракси носили Шарлевил 1777 и бајонет. Као и гренадири, за борбу прса у прса су били опремљени кратким сабљама које су ретко користили. Да би направили формацију, били су одвајани и груписани у пукове или бригаде. После 1808. волтижерски одреди су били на левој страни војне формације у сукобу. Ово је, по традицији, друго најпочасније место у борбеној линији.

#### Фусилиери (Стрелци)
Стрелци су чинили већину батаљона линијске пешадије и могу се сматрати типичним примером пешадинаца Велике армије. Били су опремљени глатком цеви, кубуром, мускетом Шарлевил модела 1777 и бајонетом. Тренинг стрелаца се састојао у вежбању брзог марша и издржљивости, заједно са појединачно циљаном ватром изблиза и у случају блиске борбе. Ово их је разликовало од тренинга који су добијале већине других европских војски, а које су биле фокусиране на кретање у крутим формацијама и вежбање наизменичне ватре. Многе од раних Наполеонових победа биле су последица способности француске армије да покрије велике даљине великом брзином, а то је захваљујући тренингу који је добијала пешадија. Од 1803, сваки батаљон је имао осам стрелачких одреда, а сваки одред око 120 стрелаца.
Један од стрелачких одреда је 1805. реформисан у волтижерски одред, а 1808. је Наполеон реорганизовао пешадијски батаљон из девет у осам водова. Нови водови су били већи, бројали су 140 људи. Четири вода били су стрелци, један гренадири и један волтижери.
До 1807, стрелци су носили тзв. Наполеонове капе - бикорне, а онда су их заменили високим, цилиндричним капама. Униформа стрелаца састојала се у белим панталонама, белом огртачу и тамноплавом капуту (до 1812. дуги, а затим кратки) са белим реверима, црвеним крагнама и манжетнама. Сваки стрелац је носио шарени пом-пом на капи, а боја је зависила од одреда ком је војник припадао, како су униформе достигле свој врхунац у овом периоду. После реорганизације из 1808, први одред је добио тамнозелене пом-помове, други небоплавне, трећи наранџасте, а четврти љубичасте.

#### Лака пешадија
Иако није била бројна као линијска пешадија, Infanterie Légère (лака пешадија) је играла важну улогу. Пукова лаке пешадије никад није било више од 36 (упоредити са 133 пука линијске), а и могли су да изводе све исте маневре. Једина разлика између ове две постаје била је у тренингу и високом бојном духу, тј. esprit de corps.
Тренинг за јединице лаке пешадије наглашавао је способности стрељаштва и брзог покрета, а као резултат, просечан лаки пешадинац је био у стању да пуца далеко прецизније и да се креће много брже него његов колега из линијске пешадије. Пукови лаке пешадије чешће су били у акцији и коришћени су да сакрију велике маневре. Природно, пошто су били чешће коришћени у борби од линијске пешадије, имали су већи бојни дух и били су познати по китњастим униформама и ставу. Такође, захтевано је да трупе лаке пешадије буду ниже од линијских, што им је помогло да се брже крећу кроз шуме и сакривају иза препрека приликом чарки. Формација батаљона лаке пешадије била је иста као код батаљона линијске пешадије, али су другачији типови трупа замењивали гренадире, стрелце и волтижере.

#### Карабињери(Carabiniers-à-Pied)
Карабињери су за лаку пешадију били исто што и гренадири за линијску. Након две војне, највиши и најхрабрији ловци били су изабрани да се придруже одреду карабињера. Били су елитне ударне трупе батаљона. Као и гренадири, и карабињери су морали носити бркове. Били су наоружани Шарлевил моделом 1777, бајонетом и кратком сабљом. Униформа им се састојала од високе шубаре (замењена ниском, цилиндричном капом са црвеним ободом и црвеним пером 1807). Носили су исте униформе као ловци, али са црвеним нараменицама. Одреди карабињера могли су да се одвоје и формирају већу карабињерску формацију за нападе и друге операције које су захтевале јуришне трупе.

#### Лако наоружани волтижери
Волтижери су изводили потпуно исте мисије са батаљонима лаке пешадије као што су радили и са линијском, осим што су били окретнији и бољи стрелци. Лако наоружани волтижери су били обучени као ловци, али са жутим и зеленим нараменицама, а пре 1806, гардијску капу је заменила висока, цилиндрична капа. Гардијска капа је имала велико жуто-црвено перо и зелене врпце. После 1807, гардијска капа је замењена високом, цилиндричном капом са великим, жутим пером и жутом поставом. Као што је случај са линијским волтижерима, лако наоружани волтижери су могли бити одвојени да формирају веће формације по потреби.

#### Ловци(Chasseurs)
Ловци су били за лаку пешадију исто што и стрелци за линијску и чинили су већину формације. Били су наоружани мускетом Шарлевил модела 1777 и бајонетом, а имали су и кратку сабљу за борбу прса у прса. Као што је било уобичајено у Наполеоновој армији, кратка сабља је коришћена за сечење дрвета за ватру.
Од 1803, сваки батаљон укључује осам ловачких одреда. Сваки одред је бројао око 120 војника. Наполеон је 1808. реорганизовао пешадијски батаљон и од девет направио шест одреда, тако да је сваки постао већи и бројао 140 људи. Четири су била ловачка одреда.
Ловци су имали далеко китњастије униформе од својих колега стрелаца. Све до 1806, носили су цилиндричан чако украшен белим врпцама са великим, тамнозеленим пером. Униформа им је била тамније плава од оних које су носили линијски пукови, да би им било лакше да се камуфлирају и учествују у чаркама. Капут је био сличан као онај у линијским трупама, али су ревери и манжетне такође били тамноплави са тамнозеленим и црвеним нараменицама. Панталоне су им такође биле тамноплаве, а чизме су биле високе, по угледу на хусарске. После 1807, цилиндрични чако је замењен стандардним, али је и даље имао беле врпце као украсе. Као и линијски стрелци, и ловци су се разликовали разнобојним пом-помовима, али су боје варирале од пука до пука.

### Коњица
Према декрету самог цара, коњица је обично сачињавала између петине и шестине Велике армије. Коњичке пукове од 800 до 1200 људи су чинили три или четири ескадрона од по два одреда сваки, плус пратећи елементи. У пуковима лаке коњице и драгуна, први одред сваког првог ескадрона у пуку би био означен као елитни, са најбољим људима и коњима. Коњица је највише страдала почетком револуције када су страдали и све искусне аристократе у функцијама официра и подофицира који су и даље били верни круни Старог режима. Последице су биле да је квалитет француске војске драстично опао. Наполеон је обновио грану и претворио је у најбољу на свету. Све до 1812. била је непоражена у великим ангажовањима изнад нивоа пукова. Постојала су два основна типа коњице за различите сврхе, тешка и лака.

#### Тешка коњица

##### Карабињери на коњима(Carabiniers-à-Cheval)
Елита међу свом француском коњицом линијских формација, два пука карабињера на коњима имала су врло сличан изглед као и гренадири на коњима Царске гарде; шубаре, дуги, плави плаштови итд. и јахали су искључиво велике, црне коње пре 1813. Коришћени су на идентичан начин као и кирасири, али, с обзиром на то да су испрва били ненаоружани, били су мање погодни за блиску борбу, за разлику од њихове наоружане браће. Требало би нагласити да, иако су били ненаоружани, тешка коњица је била норма у Европи за време Наполеонових ратова, а Французи су били први који су поново увели оклоп. 1809, згрожени њиховим каљањем од стране аустријских улана, Наполеон је наредио да им се додели пун оклоп. Карабињери су одбили да копирају мање елитне кирасире, те су добили посебан оклоп, са шлемовима и оклопом опточеним бронзом, ради визуелног ефекта. Међутим, ово их није спречило да их победе руски кирасири код Бородина 1812. и да се успаниче пред мађарским Хусарима код Лајпцига следеће године.

##### Кирасири (Cuirassiers)
Тешка коњица је била опремљена и наоружана скоро као витезови, са тешком кирасом (грудним оклопом), шлемовима од месинга и гвожђа, правим, дугим сабљама, пиштољима и, касније, карабинима. Као и витезови, служили су као ударне трупе коњице. Због тежине оклопа и оружја и јахач и коњ су морали бити јаки и снажни и могли су стога да примене велику силу при јуришу. Иако грудни оклоп није био имун на паљбу из мускете, могао је да одбије далекометне пуцње и пружао је одређену заштиту при пуцњевима из пиштоља, а могао је да заштити оног који га носи и од рикошета. Најважније, у времену у ком је коњица коришћена у великом броју, грудни оклопи су штитили од мачева и копаља противничке војске. Наполеон је обично комбиновао све своје кирасире и карабињере у коњичку резерву, да се могу укључити у битку у кључном тренутку. Тако су били изузетно потентна сила на бојишту која је на противника деловала импресивно и задивљујуће. Британци су, грешком, мислили да су кирасири Наполеонова лична гарда, а касније су прихватили њихове карактеристичне шлемове и грудне оклопе за њихову Дворску коњицу. У почетку је постојало 25 кирасирских пукова, а Наполеон их је касније смањио на 12, па опет повећао за три. На почетку његове владавине, већина кирасирских пукова је била у великом мањку снага, тако да је Наполеон наредио да се најбољи људи и коњи преместе у првих 12 пукова, а остали да се пребаце у драгуне. Такође, поново је увео праксу ношења пуног телесног оклопа који је до 18. века скоро потпуно нестао у Европи.

##### Драгуни (Dragons)
Средње тешка главна потпора француске коњице, иако се сматра за тешку, коришћена је за битке, чарке и извиђања. Били су изузетно разноврсни, наоружани, не само традиционалним сабљама (најфинијим, са три оштрице, направљеним од челика из Толеда), већ и мускетама и бајонетима (које су држали у седлима кад су јахали), што им је омогућило да се боре на ногама као пешадија или на коњу. Део цене за ову разноврсност била је та што њихова јахачка и мачевалачка вештина није увек била једнако добра као код других коњичких трупа, што је од њих често чинило предмете ругања и исмејавања. Налажење довољно правих коња за ове повремене коњанике, такође је био изазов. Неким пешадијским официрима је било наређивано да оставе своје коње ради драгуна, што је стварало код њих осећај озлојеђености. Било је 25, касније 30, драгунских пукова, али је 1815, за Рат седме коалиције, на време могло бити подигнуто и оседлано само 15.

#### Лака коњица

##### Хусари (Hussards)
Ова брза, лака коњица била је очи, уши и его Наполеонове армије. Сматрали су себе најбољим коњаницима и мачеваоцима (beau sabreurs) целе Велике армије. Ово мишљење није потпуно без покрића, а њихове китњасте униформе су само осликавале њихов елан. Тактички, коришћени су за извиђање, чарке, проверавање војске и обавештавање команданата о кретњама противника, ускраћивање тих информација непријатељу и гоњења противничких трупа. Били су наоружани само кривим сабљама и пиштољима. Пратила их је репутација несмотрене храбрости до тачке готово суицидности. Њихов најпознатији командант, Антоан Ласал, говорио је да је Хусар који доживи тридесету веома срећан и заиста стари гардиста. Ласал је убијен у тридесет четвртој години, у бици код Ваграма. Постојало је десет пукова 1804, једанаести је додат 1810, а још два 1813.

##### Ловци на коњима(Chasseurs-à-Cheval)
Ова лака коњица била је идентична Хусарима по оружју и улози. За разлику од ловаца Царске гарде и оних у пешадији, ловци на коњима сматрани су мање престижним и елитним трупама. Њихове униформе су, такође, биле мање шарене, састојале су се од чака попут оних код пешадије (за разлику од чупаве, гардијске капе коју су носили неки француски хусари), зелених капута, зелених, кратких панталона и кратких чизама. Упркос свему, били су најбројнији од лаке коњице, са 31 пуком 1811, 6 од којих су били Швајцарци, Италијани, Немци и Фламанци.

##### Копљаници(Lanciers)
Коњаници Наполеонове армије којих су се највише плашили били су пољски копљаници улани са Висле. Шпанци су их називали Los Diablos Polacos (Ђавољи Пољаци). Ова средња и лака коњица је била готово једнако брза као Хусари, имала моћ шока једнак кирасирима и готово је била једнако разноврсна као драгуни. Били су наоружани, како им само име каже, копљима, али и сабљама и пиштољима. Француски министри рата су у почетку инсистирали да се сви копљаници наоружају једнако, али се у пракси показало далеко практичнији пољски начин наоружавања само прве линије копљима, док друга линија носи карабине. Копљаници су били најбоља коњица за јуриш на квадратну формацију пешадије, јер су њихова копља била дужа од противничких бајонета, а и успешно су ловили и противника на одређеним рутама. Њихова способност чишћења и докрајчивања рањеника без силажења са коња била је хорор за непријатеље. Били су убојити против других врста коњица, такође, као на примеру Сер Вилијама Понсонбија и његове коњице код Ватерлоа. Ако се искључе они у гарди, постојало је девет копљаничких пукова. После ратова, Британци су били толико инпресионирани Наполеоновим копљаницима, да су створили сопствене копљаничке пукове.
- карабињер на коњу
- драгун 21. пука
- четврти француски хусарски пук у бици код Фридланда
- копљаник пука висланских Улана

### Артиљерија
Цар је био артиљеријски официр и наводно је рекао Бог се бори на страни оних са најбољом артиљеријом. Као што је и било очекивано, француски топови су били кичмени стуб Велике армије, поседујући највећу ватрену моћ од све три оружане снаге (пешадије, коњице и артиљерије) и могућност да нанесу највећу штету и однесу највећи број жртава у најкраћем могућем року. Француски топови су обично коришћени у великим батеријама да ублаже противничку формацију пре него што је преузме пешадија или коњица. Врхунска обука за коришћење топова омогућила је Наполеону да премешта оружје великом брзином како би ојачао слабију одбрамбену позицију или ударио у потенцијални расцеп у непријатељским линијама. Поред врхунског тренинга, Наполеонови топови су доживели небројано техничких побољшања од стране Жан-Батиста де Грибовала, који их је направио лакшим и бржим, а такође је и ојачао кола и увео стандардизоване калибре. Све у свему, француски топови испаљивали ђулад тешка 2, 4 или 6 килограма и имала хаубице калибра 150 mm, а мањи калибри су постепено замењивани ђуладима од 3 килограма. Француски топови су имали месингане цеви, а њихове кочије, точкови и шипке били су обојени у маслинаст зелено. Одлична организација је потпуно интегрисала артиљерију међу пешадијске и коњаничке јединице које је подржавала, а такође им је дозвољавала да оперишу потпуно независно у случају нужде. Постојале су две основне врсте артиљерије, пешадијска и коњичка артиљерија (Artillerie à pied и Artillerie à cheval).

#### Пешадијска артиљерија(Artillerie à pied)
Као што само име говори, ови артиљерци су марширали поред својих топова које су, подразумева се, вукли коњи кад су били опорени (нису били у употреби). Тако да су се кретали брзином пешадије или спорије. 1805. године, било је 8, а касније 10 пукова пешадијске артиљерије у Великој армији, плус још два у Царевој гарди, али, за разлику од пешадијских и коњичких пукова, ови су били административне организације. Главне оперативне и тактичке јединице биле су батерије од по 120 људи који су формирали бригаде и додељивани дивизијама и корпусима.
- Дивизиона артиљерија: свака дивизија је имала бригаду од 3 или 4 батерије са по 8 топова (шест топова и две хаубице)
- Корпусна артиљеријска резерва: сваки корпус је имао и своју артиљеријску резерву од једне или више бригада, наоружаних углавном оружјем већег калибра

Персонал батерије је укључивао, поред тобџија, официра и подофицира, и бубњаре, трубаче, металурге, столаре, раднике, крзнаре и занатлије који би били задужени за обезбеђивање резервних делова, поправку и одржавање топова, кола за муницију, вагона, одржавање коња и чување муниције.

#### Коњичка артиљерија(Artillerie à cheval)
Коњица је подржана брзим, лаким топовима коњичке артиљерије који брзо опаљују. Овај део војске био је спој коњице и артиљерије, а војници су у битку улазили на коњима или колима. С обзиром на то да су оперисали много ближе првим линијама фронта, официри и чета су били боље наоружани и истренирани за борбу у непосредној близини, на коњима и без њих, слично као драгуни. Тренирани су да лако сиђу са коња када су на позицији, подигну и прегледају своје топове, а затим да отворе брзу баражну ватру на непријатеља. Онда би могли са лакоћом да спусте топове, врате се на коње и промене позицију. Да ово остваре, морали су имати најбољи тренинг и бити најбољи артиљерци од свих. Коњске батерије Царске гарде су биле способне да из пуног галопа пређу у отворену ватру за мање од минуте. Након што је присуствовао оваквом перформансу, војвода од Велингтона је приметио: Померају топове као да су пиштољи! Постојало је шест административних пукова коњске артиљерије плус једна у гарди. Уз батерије које су додељене коњичким јединицама, Наполеон је додељивао и по бар једну батерију свакој од пешадијских корпуса или, ако су на располагању, свакој дивизији. Њихове способности су долазиле са ценом. Наиме, коњске батерије су биле јако скупе да се подижу и одржавају. Као последица тога, постојао је мањи број коњичких него пешадијских артиљераца и чиниле су око једне петине укупних артиљеријских снага. Постојала је хвалисава шала међу редовима како је цар знао сваког артиљерца на коњу поименице. Поред бољег тренинга, коња, оружја и опреме, користистили су и више муниције. Коњским батеријама је додељивана дупло већа количина муниције него пешадијским артиљерцима и трипут више него гардистима.

#### Муниција
Од свих врста муниције коришћених за време Наполеонових ратова, гвоздено, сферично ђуле било је главно. Чак и на великим удаљеностима, кад ђуле путује споро, могло је бити убитачно, иако је деловало као да нежно скаче или се котрља по земљи. У кратком распону је могло довести до покоља.
Топовско ђуле је, неоспорно, било непрецизно. Разлог томе је што, иако би требало да јесте, оно није никад било савршено сферично, нити је добро пасовало у цев, па је ваздух деловао на неравномерној површини пројектила. Ове неправилности су утицале на прецизност у одређеној мери. Често је нејасно зашто су тежа ђулад била далеко ефективнија од лакших. Разлог томе је што се ефективност ђулета не односи само на његову тежину, већ и на брзину која је, код тежих пројектила, при крају путање била већа него она код лакших ђулади, те је и сам удар био убитачнији.
Постојале су две врсте оружја за блиску борбу која су била изузетно корисна на дометима до 270 м. Грожђе и картеч су били противпешачко оружје које су тобџије најчешће користиле. Грожђе је био завежљај великих, металних сфера повезаних око централног вретена и базе и обично увезаних у врећу. Картеч је артиљеријско зрно напуњено куглицама олова или гвожђа. Цео циљ ових врста оружја је да се распадну при испаљивању и распу метал на све стране, попут метака из сачмарице.
За даљинометарско противпешачко оружје коришћена је граната, која се обично испаљивала из мерзера или хаубице и била је шупља сфера напуњена барутом. Врх гранате је имао тање зидове од дна и отвор у који је ишао дрвени осигурач, најчешће од буковине. Осигурач је осмишљен тако да се палио испаљивањем из пиштоља и имао је централни канал пробушен и напуњен запаљеном материјом. Пре испаљивања, осигурач је сечен на одређеној дужини у зависности од жељеног времена паљења и закуцаван за врх гранате мацолом. Када би стигао до мете, осигурач (под условом да је добро припремљен) би експлодирао, отворио метално кућиште и избацио летеће фрагменте у свим правцима. Иако је граната преферирана код опсада, она често није била ефикасна против пешадије.
Последњи тип пројектила теренске артиљерије француске армије био је каркас (име за врсту запаљиве бомбе). У почетку се ова врста направе састојала од металног оквира покривеног тканином и напуњеног посебном мешавином шалитре, сумпора, колофонија (колофонске смоле), антимона и смоле. Током раног деветнаестог века, друга врста каркаса је постала уобичајенија, а она је имала форму гранате са две или три апартуре споља у које је стављана слична смеса. Обично су испаљивани из хаубица или мерзера, одакле се закључује да су коришћени за нападе на градове. То их не спречава да буду коришћени и на терену, али је нејасно која би им сврха била.

#### Артиљеријски воз(Train d'artillerie)
Наполеон је у јануару 1800. утврдио нови ред, артиљеријски воз (Train d'artillerie). Његова функција била је да обезбеди кочијаше који су се бавили коњима који су вукли артиљеријска возила. Пре овога, Французи су, као и друге армије тог доба, имали запослене, уговорене, цивилне кочијаше који би понекад оставили топове и чинили их непокретнима при налету ватре, не ризикујући своје или коњске животе. Персонал артиљеријских возова, за разлику од цивилних претходника, био је наоружан, истрениран и униформисан као војнички пук. Осим што су тако боље изгледали у паради, ово их је чинило подложним војној дисциплини и способним да се одбране у случају напада. Били су наоружани карабинима, кратким мачевима истог типа као и пешадинци и пиштољем. Није им требало много убеђивања да изваде оружје, због чега су стекли репутацију да се често коцкају, свађају и изазивају нереде. Униформе које су носили су повећавали њихов опасан изглед. Њихова борбеност се показала корисном, с обзиром на чињеницу да су их често нападали Козаци, шпанске и тиролске гериле.
Сваки батаљон артиљеријског воза имао је у почетку пет чета. Прва је била сматрана елитном и била јој је додељена батерија коњске артиљерије; трима "централним" четама биле су додељене пешадијске артиљеријске батерије, резервна кола муниције, кола са залихама, ковачнице итд; једна је постала депо-чета за регруте у тренингу и нове коње. После војних из 1800, воз је реорганизован у осам батаљона од по шест чета. Како је Наполеон повећавао своју артиљерију, тако су додавани и нови батаљони и чете који су били задужени за пуковничке топове пешадије.
Царска гарда је имала свој сопствени артиљеријски воз, који је проширен када и гардијска артиљерија и организован као пук, а не батаљон. У свом зениту, 1813-14, артиљерију Старе гарде је подржавао дванаесточетовни пук, а Младу гарду шеснаесточетовни, по једна чета за сваку артиљеријску батерију.

### Маринци Царске гарде
Четири пука маринаца Старог режима су нестала 28. јануара 1794. Маринци (Marins) Велике армије били су подељени на Батаљон маринаца Царске гарде (Bataillon des Marins de la Garde Impériale), познатијих касније само као Морнари гарде (Matelots de la Garde), формирани 17. септембра 1803, и Поморци батаљона Царске морнарице (Matelots des Bataillons de la Marine Impériale) од којих је 32.000 служило у француској морнарици у врхунцу своје експанзије под Наполеоном. Јединице другопоменуте створене су за службу на копну регрутацијом вишкова поморског особља за потребе морнарице. Постојала је и морнаричка артиљерија, која је углавном састављена од морнаричких топова коришћених против копнених батерија и утврђења, звана батаљони помораца Високе обале (bataillons de la Matelot du Haut-Bord) или маринци Високе обале (Les Équipages de Haut-Bord), које је Наполеон формирао декретом од 1. априла 1808. Застава првог пука морнаричке артиљерије (1er Régiment d'Artillerie de Marine) преживела је до данас, а на њој стоји победа код Лицена 1813. као једна од борбених почасти. Иако су неки бројеви остали непознати, око 63 артиљеријске батерије су биле попуњене, неке на следећи начин:
22ième Équipage de Haut-Bord (22. посада Високе обале) са брода Донауверт
Régiment de Rochefort (Рошфорски пук) укључивала је и 16ième bataillon de marins (16. морнарички батаљон)
Équipage de vaisseau Admiral de Ruyter (посада адмирала Ројтера)
Équipage de vaisseau L’Hannibal (служили са Régiment de Rochefort 16ième bataillon (16. батаљон Рошворског пука))
4ème Équipage de Haut-Bord de vaisseau Friedland (4. посада Високе обале брода Фридланд)
5ème и 48ème Équipage de Haut-Bord de vaisseau La Licorne (5. и 48. посада Високе обале са брода Ла Ликорн)
Маринци гарде (Marins de la Garde) оформљени су примарно као део припреме за инвазију на Енглеску, а били су организовани у пет посада (équipages) од којих је свака имала пет одреда (escouades), са укупном снагом од 737 људи.
Јединица је готово потпуно уништена код Бајлена, приликом кампање на Шпанију 1808, али је поново подигнута и, 1810, проширена на осам посада са укупним бројем од 1 136 људи. Тај број је значајно смањен приликом инвазије на Русију и до краја 1813. остало је укупно 350 официра и људи. Приликом Наполеонове прве абдикације, државна застава и 21 поморац су са њим отишли на Елбу и вратили се с њим за рат Седме коалиције, али нешто јачи, са посадом од 150 официра и људи.
Поморци су се на неколико начина разликовали од осталих јединица Велике армије, између осталог што су користили војнопоморске рангове уместо војних, униформа им је била по угледу на Хусарску и били су једина јединица у којој су музичари користили и бубњеве и трубе.
Батаљони поморске артиљерије су регрутовани за кампању из 1813. као четири пука, од којих је први требало да има осам батаљона, други десет, а трећи и четврти по четири, што би чинило 9 640 морнара укупно који су служили под шестим корпусом маршала Мармона. Заједно са морнарским батаљонима, борили су се као део Поморске дивизије (Division de Marine) у биткама код Лицена, Бауцена, Дрездена и добили су висока одликовања за битку код Лајпцига. Расформирани су 1815.

### Стране трупе у Великој армији
Многе европске војске регрутовале су стране трупе, па тако и француска армија. Стране трупе су играле важну улогу и борили су се, са одликама, током Наполеонових ратова. Скоро свака континентална држава је, у различито време, била део Наполеонове армије. До краја конфликата, на десетине хиљада војника је служило Великој армији. 1805. године је 35.000 трупа Рајнске конфедерације коришћено за заштиту комуникационих линија и слабина главнине војске. Следеће године, још 27.000 трупа је позвано у сличне сврхе, плус 20.000 саксонских трупа које су коришћене за чишћење операција против Прусије. У зимској кампањи 1806/7, Немци, Пољаци и Шпанци су помогли у заузимању балтичких лука у Штралзунду и Гдањску на левом боку Велике армије. У бици код Фридланда 1807, корпус маршала Лана је био сачињен великим делом од Пољака, Саксонаца и Холанђана. Тада су први пут стране трупе имале значајног успеха у великој бици и за то одликоване. У аустријској кампањи из 1809, скоро је једна трећина укупне војске Велике армије била сачињена од трупа Рајнске конфедерације, а чак четвртина су били Италијани. На врхунцу моћи Велике армије, 1812. године, више од половине свих трупа које су марширале на Русију нису били Французи и представљали су двадесет различитих држава Европе, укључујући аустријске и пруске трупе. Јулијус Граверт је прво водио пруски батаљон, али га је заменио гроф Лудвиг Јорк вон Вартенбург.

## Цивилне службе при армији

### Инжењерија
Док је слава од битака ишла коњици, пешадији и артиљерији, у армији су још радили и војни инжењери разних типова. Градитељи мостова у Великој армији, тзв. pontonniers, били су нужан део Наполеонове војне машинерије. Њихов главни допринос је био у помагању царевим војним силама да пређу водене препреке градњом понтон мостова. Захваљујући способности градитеља мостова, Наполеону је било омогућено да пређе реке на местима где га противник никада не би очекивао и тако заобиђе његове положаје. У случају великог повлачења из Москве, такви мостови су спасили армију од потпуног уништења код Березине.
Можда им није припала слава, али је Наполеон свакако ценио своје градитеље и имао је 14 чета ангажованих у армији, под командом генијалног инжењера, генерала Жан-Батиста Ебле. Уз његов тренинг и специјализоване алате и опрему, омогућили су им да брзо направе различите делове моста, које би онда могли брзо да саставе и поново раставе за следећу употребу. Све потребне материјале, алате и делове су носили у караванима. Ако нису имали потребан део, могли су брзо да га направе у покретним ковачницама. Једна чета градитеља мостова могла је да направи мост око 120 до 150 m дугачак за око седам сати, што је импресивно и за данашње стандарде.
Уз градитеље мостова, постојале су и чете сапера, које су се бавиле противничким фортификацијама. Оне су биле знатно ређе коришћене у својој првобитној намери, јер, како је цар сазнао у својим раним кампањама (нпр. у опсади Акре 1799), било је боље заобићи и изоловати фиксне фортификације, ако је то могуће, него их директно нападати, те су саперима чешће били додељивани други задаци.
Различити типови инжењерских чета били су спојени у батаљоне и пукове називане Генији, тј. Духови из лампе или Џинови (Génie), што је у почетку био жаргон за инжењера. Ово име била је у исто време и игра речима (jeu de mot) и упућивање на њихову, наизглед магичну, способност да испуњавају жеље и направе ствари ни из чега, баш као митско биће, Génie.

### Логистика
Једна од најпознатијих Наполеонових изрека била је да је армија створење које маршира на стомаку, што осликава виталну важност војне логистике. Трупе Велике армије су са собом носиле четвородневне залихе, а контингентни каравани за још осам дана, међутим, те су се резерве могле трошити само у екстремној нужди. На једног човека ишло је 750 г хлеба, 550 г кекса, 250 г меса, 30 грама пиринча и 60 г зрневља, док је литар вина дељен међу четворицом. Наполеон је подстицао своје људе да, што је више могуће, живели од земље кроз коју пролазе, било претраживањем или потраживањем хране, што је било познато под називом La Maraude. Интегрални део француског логистичког система било је укључивање жена у сваки пук. Те жене називане су куварицама (antinières) или крчмарицама (vivandières) и биле су удате за војнике из тог пука. Њихова улога била је да продају војницима храну и пиће (посебно алкохол) и сматране су "апсолутно неопходним" за функционисање армије. Конзуларним декретом од 7 Термидора, године VIII сваком батаљону додељиване су по четири, а сваком ескадрону по две овакве жене. Ове жене су прехрањивале трупе када би сви други логистички системи заказали.
Додатне залихе биле су спаковане и остављане у базама и депоима који су били постављни пре почетка кампање, дуж војног пута, а онда су померане, како је војска напредовала. Ове залихе у базама би попуниле депое у корпусима и дивизијама, а они би даље попуњавали бригадне и пуковне, који би поделили оброке и муницију војницима. Ослањање на прикупљање хране на лицу места понекад је било одређено политичким притисцима. Када би прелазили преко пријатељских територија, војницима је било речено да живе од онога што земља може да им пружи, али, када би пролазили кроз неутралну територију, даване су им залихе. Овај систем, испланиране и импровизоване логистике, омогућио је Великој армији да издржи брзе маршеве од преко 25 km дневно и до пет недеља. Логистикчки систем помогле су и технолошке иновације Николе Апера, које су омогућавале дуже чување хране (претеча конзервирања).

### Медицинско особље
Медицински радници имали су најмање славе и престижа иако су морали да се носе са свим хорорима после битке. Ипак, шеф медицинског особља, др Доминик-Жан Ларе, био је препознат од стране цара, како је наведено у Мемоарима са Свете Јелене:
Цар је имао само речи хвале за доктора Лареа, говорећи да је на њега оставио утисак истински доброг човека који је повезивао све врлине ефективне филантропије и науке до њеног максимума. Сваки рањени војник је био члан његове породице. Ларе је човек са највише врлина од свих које сам икада упознао.
Иако технологија и пракса ратне медицине нису много напредовале током Наполеонових ратова, Велика армија је имала користи од побољшања у организацији особља и оснивању система Летећих амбуланти (ambulances volantes) од стране хирурга-генерала, барона Доминика-Жана Лареа. Када је видео којом брзином се кочије француске летеће артиљерије крећу и маневришу по бојном пољу, Ларе је дошао на идеју да те кочије адаптира за транспорт рањених и опремио их је тренираном екипом возача, болничара и носача носиљки. Ова претеча модерних војних амбулантних кола и тријаже је, временом, адаптирана од стране разних војски широм света. Ипак, Лареов ривал, извесни барон Л. П. Перси, први је увео преко потребну реформу у здравствене услуге француске армије. Заслужан је за увођење "редовно тренираног корпуса бојних носача носиљки, војника редовно окупљаних и опремљених за дужност скупљања повређених... и ношења рањених на носилима до места где ће им бити пружена медицинска и хируршка помоћ". Разлике у Персијевом и Лареовом систему налазе се у њиховим фундаменталним циљевима. Персијева амбуланта користила је углавном као вид транспорта хирурга и њихових инструмената ближе дешавању, док су носиоци носила могли да се рашире и покупе повређене. За разлику од њега, Лареова летећа амбуланта, са далеко лакшом и бржом кочијом, била је дизајнирана да прати напредну стражу и обезбеди иницијални третман рањенима, превијајући ране на бојном пољу, наглашавајући потребу за брзином транспорта критичнијх пацијената са бојног поља. Рањени су, онда, евакуисани до тачака на странама бојног поља где су хирурзи могли ефектније да спроводе процедуре спасавања живота не дуже од пола сата. Амбулантна кола су у суштини биле коњске кочије, направљене по угледу на летећу артиљерију, за скупљање и ношење рањеникс са бојног поља у привремене болнице. Ларе је први пут овај концепт предложио у кампањи на Италију 1797. Персонал за амбулантни тим чинили су доктор, интендант, подофицир, бубњар (који је носио завоје) и 24 пешадинца који су носили носила. Као резултат, Ларе је побољшао мобилност и организацију бојних болница, тако стварајући могућност будућег унапређења и стварања модерних покретних амбулантних јединица и болница које су оперисале на бојном пољу.
Захваљујући Лареовим напорима и популарности коју су стекле реформе барона Персија, сваки пук, дивизија и корпус су имали своје медицинско особље које се састојало од болничара који су проналазили и транспортовали рањенике, болничких помоћника који су пружали помноћ и негу, апотекара, хирурга и доктора, што је било више него што је било која савремена армија могла да понуди све до времена Кримског и Америчког грађанског рата. Упркос томе, услови у Великој армији, као и у многим армијама тога времена, били су примитивни, у најмању руку. Много је више војника умирало од последица рањавања и болести, него у самим бојевима. Мало се знало о хигијени и ништа о антибиотицима. Главна хируршка процедура је била ампутација, јер се крварење из удова лакше могло тако контролисати, а курара, анестетик који опушта мишиће, још није био развијен као такав (иако се са њим у ово време експериментисало). Једини начин да се неко седатира и да му се ублаже болови био је да му се да јако алкохолно пиће или да се пацијент онесвести. Опијати, као што је лауданум, били су, у теорији, доступни као анестетици. Обично је само око две трећине пацијената преживљавало операцију.
После 1797, летеће амбуланте су увек биле присутне код ударног, предњег дела војске и чак су помагале повређенима на ратишту независно од ватре, супротно увраженој традицији да се чека крај битке да би се помогло повређенима, што је раније доводило до великог броја смртних исхода код оних рањеника чије су ране захтевале хитну медицинску помоћ. Ово је свакако повећало морал револуционарне (касније царске) војске. Најреволуционарнији акт, међутим, било је то што је Ларе помагао рањеницима са обе стране бојног поља - племенит концепт који се до данас одржао у форми Црвеног крста и Прве Женевске конвенције 1864.
Извештаји о искушењима рањеника су стравично штиво. Наполеон је, чак, једном забележио да више храбрости треба за патњу, него за смрт, тако да се побринуо да они који преживе добију најбољи могући третман у најбољим француским болницама, најпре у Палати инвалида (Les Invalides), док се не опораве. Додатно, рањеници су третирани као хероји, додељиване су им медаље, пензије и добијали су, по потреби, простетичке удове. Знајући да ће им брзо стићи помоћ, а да ће, онда, бити награђени и добро збринути кад се врате кући, повећало је морал Велике армије, што је даље побољшало њихове борбене могућности.

### Војне комуникације
Већина обавештења саопштавана је као и у ранијим вековима, гласницима на коњима. Хусари, због своје храбрости и јахачких способности, често су били фаворизовани за ову позицију. На краћим дистанцама, тактички сигнали су слати визуелним путем, заставама, или звучно, бубњевима, војничким трубама или другим инструментима, те су обични носачи и музичари, поред церемонијалне, имали и важну улогу у комуникацији.
Велика армија је имала користи од иновација у комуникацији на већим дистанцама током Француске револуције. Француска војска била је међу првима која је искористила ратне голубове као курире у великом и организованом маниру, а били су и први који су користили посматрачке балоне за извиђање и комуникацију. Међутим, стварни напредак у саопштавању информација на већим дистанцама дошао је у виду генијалног, оптичког телеграфског семафор-система који је осмислио Клод Шап.
Шапов систем састојао се од замршене мреже малих кула које су биле једна другој у видокругу. На врху сваке куле био је јарбол, висок девет метара, а на њему три велика, покретна, дрвена штапа (régulateur) којима су управљале истрениране екипе користећи низ ременица и полуга. Четири базичне позиције штапова могле су да формирају 196 различитих знакова. Под условом да је екипа способна и видљивост добра, један знак је могао бити пренет између 15 кула између Париза и Лила (193 km) за само девет минута, а комплетна порука од 36 знакова, за око 32 минута. Од Париза до Венеције, порука је могла да стигне за само шест сати.
Шапов телеграф убрзо је постао најомиљеније и најзначајније Наполеоново тајно оружје. Посебна, мобилна врста семафорског телеграфа путовала је са царевим генералштабом. Користећи овај систем, Наполеон је могао да кординира логистиком и снагама на великим удаљеностима за далеко краће време него што би то чинили његови опоненти. 1812. је покренута и конструкција ових телеграфа које би вукли коњи, међутим није завршена на врмее за коришћење у ратовима.

## Формације и тактике
Иако је Наполеон најпознатији као сјајан стратег и харизматична фигура на бојном пољу, био је и тактички иноватор. Спајао је класичне формације и тактике које су коришћене хиљадама година са много скоријим, као што је заобилазни ред Фридриха Великог (најбоље илустрован у бици код Лојтена) и тактика руље раних револуционарних армија (Levée en masse - масовне мобилизације). Наполеонове тактике и формације су биле изузетно флуидне и флексибилне. За упоређивање, већина противника Велике армије су у том тренутку и даље користили ригидни систем линијских тактика и формација, у којима се масе пешадије само поређају и размењују ватру у покушају да ударе непријатеља са терена или да га надмудре. Због рањивости линијске формације у бочним нападима, сматрана, сматрано је највишим обликом војног маневра надмудрити противника. Војске су се често повлачиле или чак предавале ако би тако нешто било постигнуто. Сходно томе, команданти који су се придржавали овог система, ставили би велики нагласак на сигурност бокова, често на рачун јаког центра или резерви. Наполеон је често потпуно искоришћавао овај недостатак у линеарном менталитету симулирајући бочне нападе или нудећи противнику свој бок као мамац (најбоље илустрован у биткама код Аустерлица и Лицена), а онда би се усресредио на противнички центар, поделио њихове борбене линије и завио њихове бокове. Такође, увек је имао јаку резерву, углавном у виду Царске гарде, која је могла да зада коначан ударац, у случајевима када им је битка ишла на руку, или да преокрене ситуацију, у случају да није.
Неке од најпознатијих, најшире коришћених, ефективних и занимљивих формација и тактика укључују:
- Линеарна тактика (Ligne): основна троредна линијска формација, најкориснија за континуирану паљбу, такође је солидна формација за борбу прса у прса пешадијом или коњицом, али је релативно спора и рањива на боковима
- Колона (Colonne de Marche): најбоља формација за брзо и одрживо кретање трупа, добра за напад прса у прса, али нуди малу ватрену моћ, такође је рањива на боковима, подложна заседама, артиљеријским нападима и "левку"
- Клин-формација (Colonne de Charge): коњичка формација у облику стреле или врха копља, дизајнирана да се брзо затвори и сломи противничке линије; класична и ефективна коњичка формација често коришћена кроз историју, а и данас; ако се клин заустави или напад изгуби моментум, постаје рањив на противничке бочне (пинцер, клешта) нападе
- Колона за напад (Colonne d'Attaque): широка колона пешадије, скоро спој линије и колоне, са лаком пешадијом напред која изазива чарке и ремети непријатеља и приказали напредак колоне. Када се колона затвори, чаркаши су се померали на бокове, а колона би отворила ватру мускетама, а онда напала бајонетима. Одлична формација против стандардне, танке линиеарне формације. Колона за напад је развијена из тактике руље или хорде, коришћене у раној револуционарној војсци. Њене мане биле су мањак масовне ватре и рањивост при артиљеријској ватри.
- Мешовити строј (Ordre Mixte): Ово је била Наполеонова омиљена пешадијска формација. Неке јединице (углавном пукови или батаљони по величини) су били постављени у линеарну формацију, а друге јединице у колону за напад иза и између линеарних. Ово је комбиновало ватрену моћ линеарне, са предностима брзине, борбе прса у прса и чарки колоне за напад. Међутим, поред предности, комбиновала је и мане обе формације, па је подршка коњице и артиљерије била од виталног значаја за успех ове борбене формације.
- Отворени строј (Ordre Ouvert): Пешадија и/или коњица би се раширила по јединици и/или индивидуално. Ова формација је била најбоља за лаку пешадију и чаркаше. Омогућавала је брзо кретање, поготово преко тешких и неприступачних терена као што су брда или шуме и пружала је најбољу заштиту од непријатељске ватре јер су трупе биле раширене. Мане оваквог строја биле су што није дозвољавала масовну ватру и била је ужасна за блиску или борбу прса у прса, те самим тим, посебно је била рањива пред коњицом.
- Пешадијски квадрат (Carré): Класична пешадијска формација за одбрану од коњице. Војници би формирали шупаљ квадрат у најмање три или четири реда са сваке стране, са официрима и артиљеријом у средини. Пружала је пешадији најбољу одбрану од јуриша, посебно на добром дефанзивном терену попут врха или обрнутог нагиба на брду. Квадрати су се, међутим, споро кретали, скоро да су били непокретне мете. Ово, заједно са њиховом збијеношћу, чинило их је посебно подложним нападима артиљерије и, у мањој мери, пешадијске ватре. Једном кад се разбије, ова формација се лако потпуно распадне.
- Летећа батерија (Batterie Volante): Дизајнирана да искористи предности мобилности и тренинга француске артиљерије. Батерија би се померила на једну страну бојишта, отворила кратку, оштру, баражну ватру, а онда би се брзо преместила на другу страну и испалила још који бараж, па се опет померила и све тако. Комбиновани, кумулативни ефекат бројних батерија које се овако понашају дуж противничких борбених линија могао је бити убитачан. Коњска артиљерија је посебно била опремљена за ову тактику. Наполеон ју је користио са великим успехом у раним кампањама. Њена флексибилност омогућавала му је брзо испали масовну, добро циљану ватру где год је била потребна. Међутим, ово је захтевало ненадмашно трениране артиљерце и коње у одличној кондицији, као и блиску команду, координацију и контролу да би функционисало.
- Велика батерија (Grande Batterie): Алтернативна артиљеријска тактика када ситуације нису дозвољавале коришћење летећих батерија. Артиљерија би испалила масовну ватру на појединачну, круцијалну тачку на бојишту (обично против противничког центра). Могла је бити убитачна ако би се непријатељ ухватио на препад или на отвореном, али испаљивање великог броја топова на једну противничку зону без његовог знања је било тешко. Када батерија једном отвори ватру и мета то укапира, могле су бити спроведене мере за спречавање уништења. Била је рањива на контрабатирање непријатељске артиљерије и требала јој је заштита од напада коњице. Иако је ово постала најпознатија француска артиљеријска тактика, Наполеон је преферирао летеће батерије и користио велику батерију само кад је морао или кад је сматрао да има веће шансе за успех. Обично на почетку борбе, спојио би батерије у Велику батерију, а после неколико паљби их раставио у летеће. У раним кампањама је била ретко коришћена, али, како је квантитет коња и квалитет артиљераца опадао, Бонапарта је био принуђен да је користи чешће у каснијим биткама.
- Вепрова глава (Tête du Sanglier): Још једна хибридна формација, помало налик на мешовити строј, али је комбиновао сва три борбена средства у клинасти квадрат који се могао користити и за напад и за одбрану. Пешадија би формирала кратак, али дебео линеарни строј са много редова напред и то би било вепрово рило (boutoir). Иза њих би стајале две групе артиљеријских батерија, тј. вепрове очи. На бочним странама и иза, у косом реду била би пешадија у колони, линији или квадрату да формира вепрову главу. Две групе коњице би штитиле бокове и задњи трап и представљале вепрове кљове. Ово је била изузетно комплексна формација која није могла тако брзо и лако да се састави као остале. Једном када се састави, осим кљова, била је врло спора у кретању, али ипак бржа од традиционалноф квадрата и мање рањива артиљеријском или пешадијском ватром. Кљове су, такође, давале јаче офанзивне способности. Касније је била често коришћена током француских освајања у Северној Африци током 1830-их и 1840-их, а коришћена је све до 1920-их година.

## Рангови Велике армије
За разлику од армија Старог поретка и других монархија, напредак у Великој армији зависио је од доказане способности, а не социјалног статуса или богатства. Наполеон је желео да његова армија буде заснована на меритократији, где је сваки војник, независно од скромног порекла, могао брзо да напредује на хијерархијској лествици до највиших рангова команде, баш као што је и он сам учинио (под условом да не напредују сувише високо, сувише брзо). Ово се једнако односило на Французе и на странце, па је око 140 странаца имало ранг генерала. Овај циљ је углавном постигнут. Уз одговарајућу шансу да се докажу, способни војници су могли да дођу до врха лествице за неколико година, док су у другим армијама за тај подухват биле потребне деценије, ако се то уопште и деси. Говорило се да и најнижи редов у себи носи маршала.
Маршал царства (Maréchal d'Empire) није био ранг у француској армији, већ лична титула додељивана истакнутим генералима дивизија која је носила са собом вишу плату и привилегије. Исто је важило и за команданте корпуса (General de Corps d'armee) и команданте армије (General en chef). Највиши трајни "ранг" у Наполеоновој војсци био је, у ствари, генерал дивизије (Général de division) , а сви виши чинови су, заправо, били истог ранга, само са различитим инсигнијама. Позиција генерала-пуковника одређеног огранка (нпр. драгуна или гренадира гарде) била је сродна главном генералу-инспектору тог огранка, чији је службеник носио свој тренутни официрски чин и одговарајуће инсигније.
| ранг у Великој армији                                                                                  | превод                                                            |
| --- | ----------------------------------------------------------------- |
| Général de division, Lieutenant général (ранг из Старог режима, поново уведен 1814)                    | генерал дивизије генерал-потпуковник                              |
| Général de brigade, Maréchal de camp (ранг из Старог режима, поново уведен 1814, једнак Major général) | генерал бригаде генерал-мајор                                     |
| Adjudant-commandant                                                                                    | ађутант-командант                                                 |
| Colonel                                                                                                | пуковник                                                          |
| Colonel en second                                                                                      | потпуковник                                                       |
| Major                                                                                                  | мајор                                                             |
| Major en second                                                                                        | подмајор                                                          |
| Chef de bataillon or Chef d'escadron                                                                   | командант батаљона/ескадрона                                      |
| Capitaine adjutant-major                                                                               | капетан ађутант-мајор                                             |
| Capitaine                                                                                              | капетан                                                           |
| Lieutenant                                                                                             | поручник                                                          |
| Sous-lieutenant                                                                                        | потпоручник                                                       |
| подофицири                                                                                             |                                                                   |
| Adjudant sous-officier                                                                                 | подофицир-ађутант                                                 |
| Adjudant-Chef                                                                                          | главни ађутант                                                    |
| Adjudant                                                                                               | ађутант                                                           |
| Sergent-Major or Maréchal des logis Chef                                                               | заставник                                                         |
| Sergent or Maréchal des Logis                                                                          | водник                                                            |
| Caporal-Fourrier or Brigadier-Fourrier                                                                 | десетар-интендант или бригадир-интендант                          |
| Caporal or Brigadier                                                                                   | десетар или бригадир (коњице, коњске артиљерије или жандармерије) |
| Soldat или Cavalier или Canonnier                                                                      | војник, јахач (коњица) или митраљезац (артиљерија)                |